# Долењска
Долењска је подручје у југоисточној Словенији које се протеже од Љубљанске котлине до границе с Хрватском (у подручју Жумберка). На истоку се протеже до Саве, а на западу до Купе. Историјски је Долењска, заједно с Горењском и Нотрањском, припадала Крањској, а данас је неслужбена покрајина у Словенији.
Ужа Долењска је крај уз ријеку Крку и њене притоке. У ширем смислу придружује јој се и Бела крајина, крај око Теменице и Мирне, Суха крајина те подручје Кочевја с Добрепољским, Рибничким и Кочевским пољем. У том разноликом крају сусрећу се одлике трију географских подручја: Алпи, Панонске низине и Динарскога горја.
Економско и културно средиште Долењске је Ново Место, а већа су мјеста још Кочевје, Гросупље, Кршко, Брежице, Требње, Чрномељ, Семич и Метлика.
Долењска је подручје с највише двораца и градина (тврђава) на словеначком простору, од којих су се многи смјестили на брежуљцима око ријеке Крке.